# Katharinenkirche (Mellenbach-Glasbach)

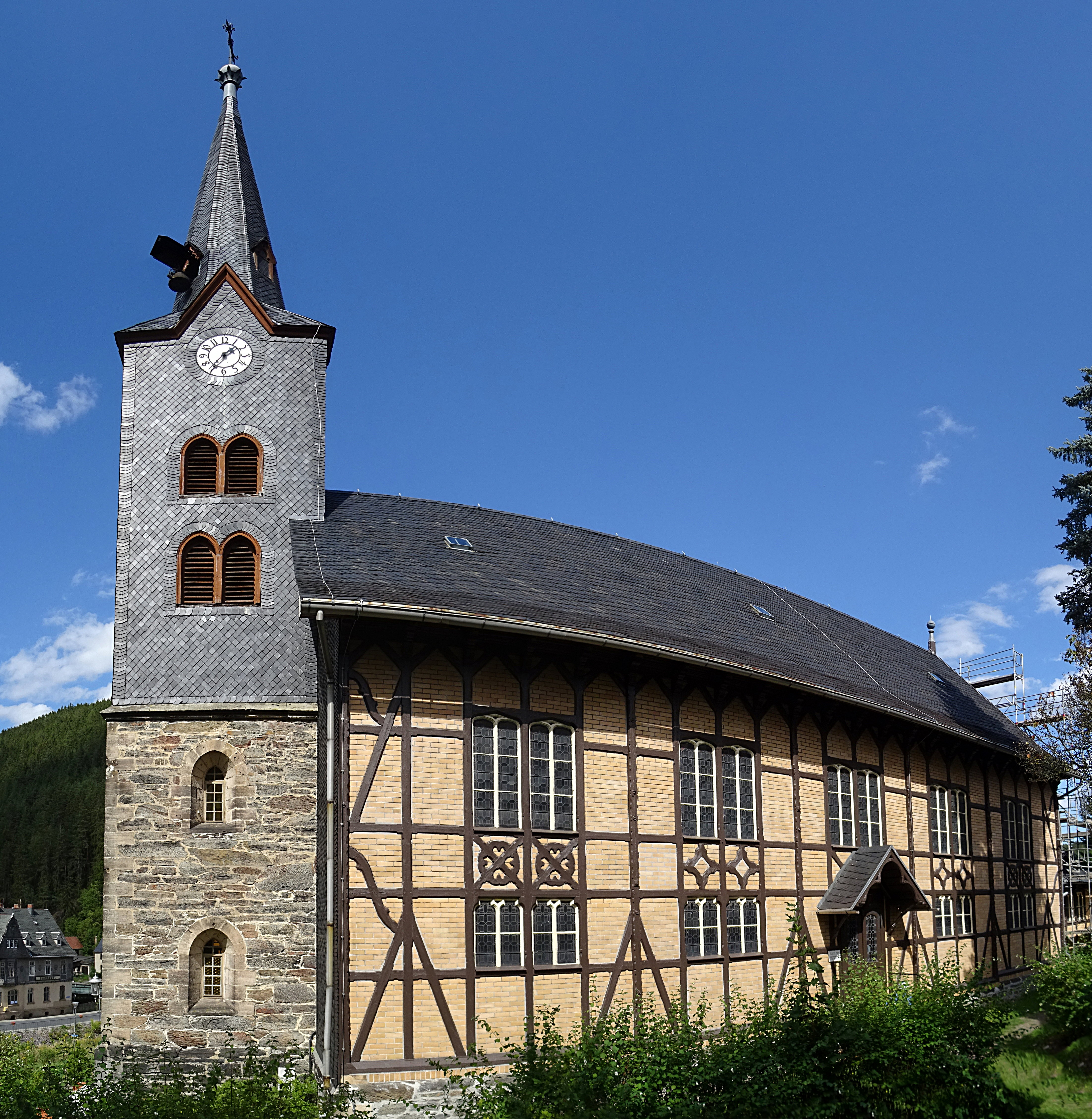
Katharinenkirche

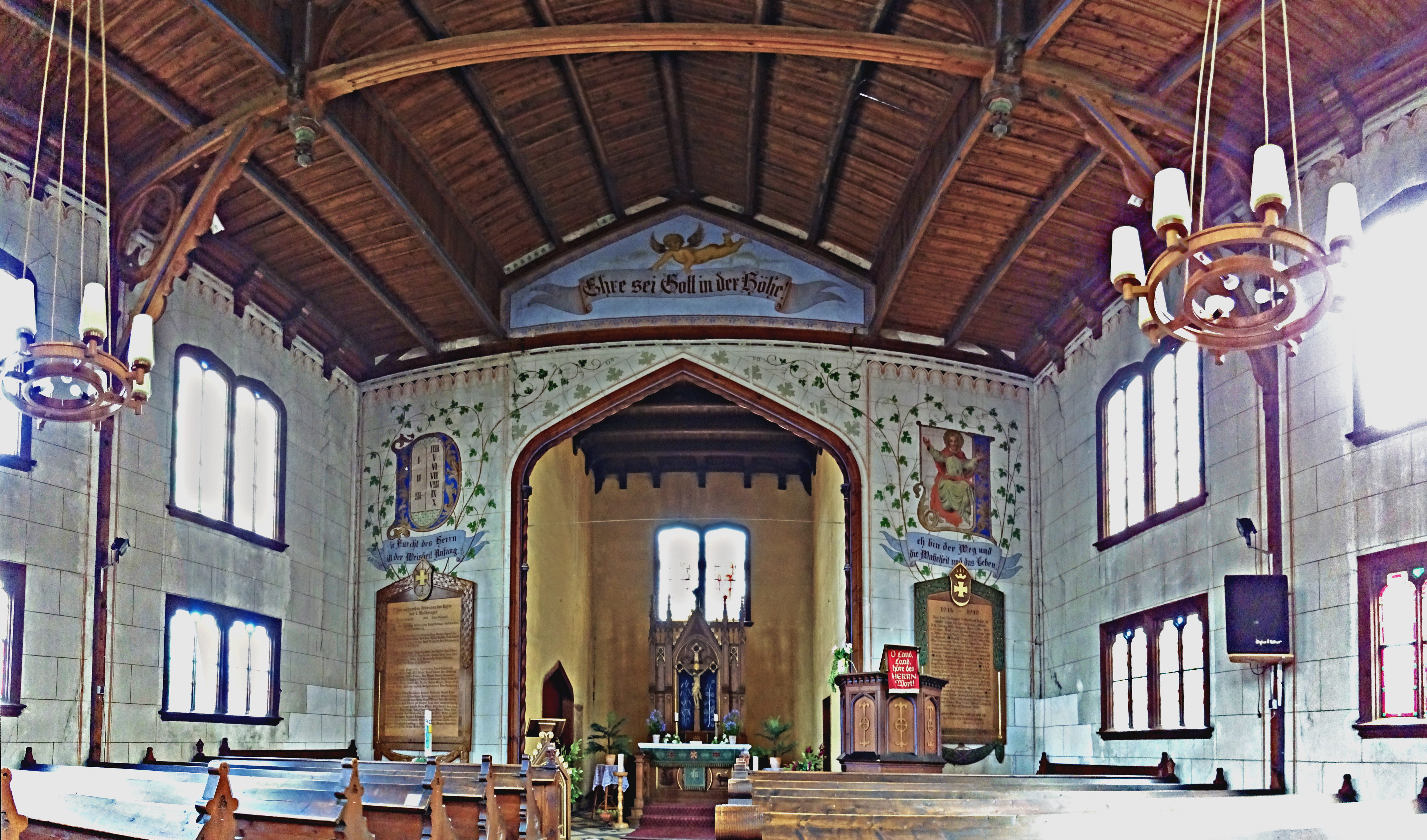
Innenansicht

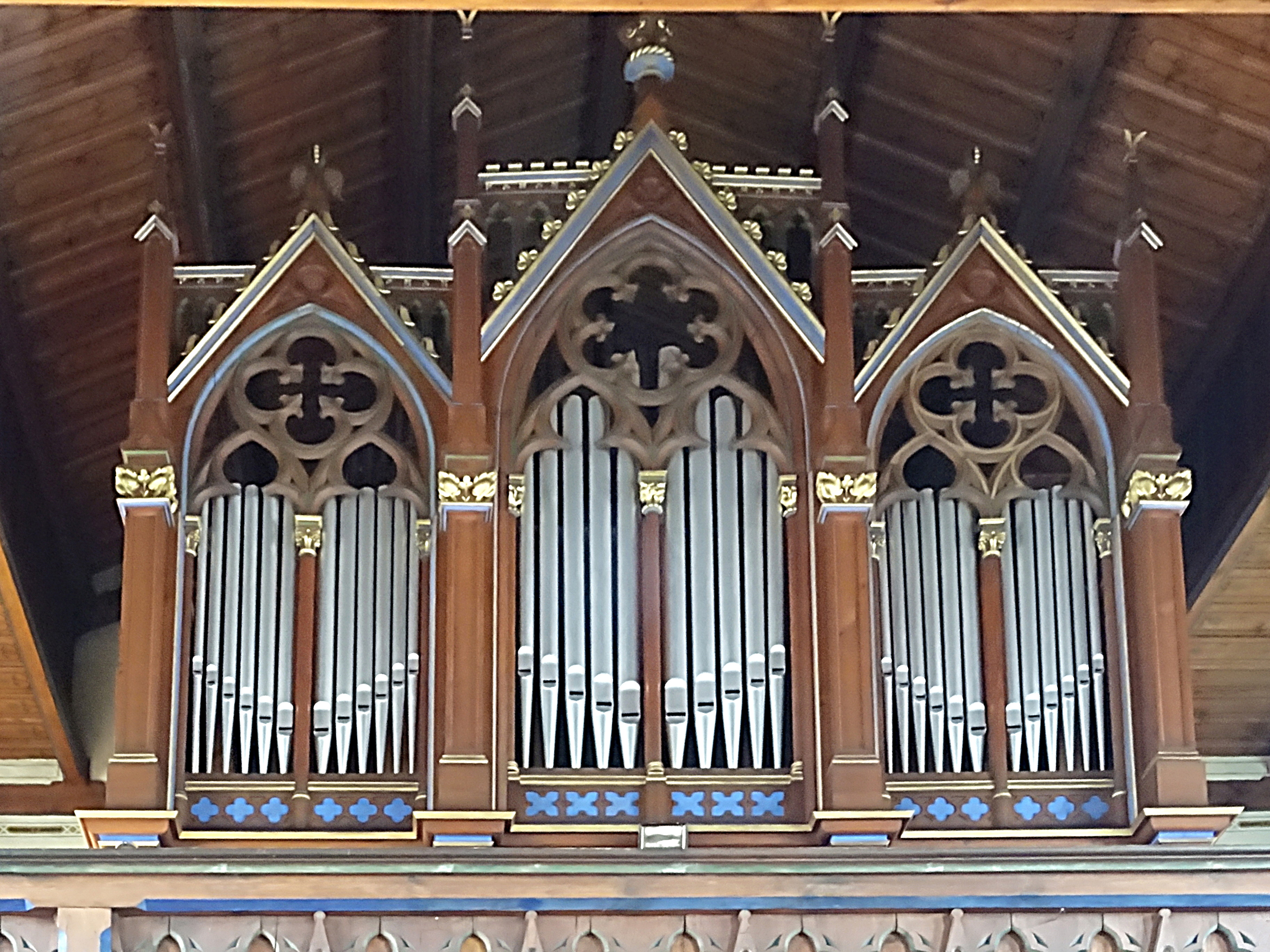
Die Eifert-Orgel

Die evangelisch-lutherische Katharinenkirche steht in Mellenbach-Glasbach, einem Ortsteil der Landgemeinde Schwarzatal im Landkreis Saalfeld-Rudolstadt von Thüringen. Die Kirchengemeinde Mellenbach-Glasbach gehört zum Pfarrbereich Oberweißbach im Kirchenkreis Rudolstadt-Saalfeld der Evangelischen Kirche in Mitteldeutschland.

## Geschichte
1640 wurde die Mellenbacher Kirche während des Dreißigjährigen Kriegs durch die Schweden zerstört und 1641 mit Hilfe eines Handels- und Geschäftsmannes wiederaufgebaut. 1739 wurden bei einem Pfarrhausbrand alle noch vorhandenen Bücher, Akten und Dokumente vernichtet. 1862 wurde die Kirche für kurze Zeit wegen Baufälligkeit geschlossen und 1888 endgültig abgerissen. Die heutige neugotische Kirche wurde nach Entwürfen von Baurat Brecht aus Rudolstadt gebaut. Sie wurde am 10. Oktober 1889 eingeweiht.

## Beschreibung
Die Fachwerkkirche mit dekorativen Holzbalken und ausgefacht mit Backsteinen hat einen Kirchturm im Westen, dessen erste beiden Geschosse steinsichtig sind. Darüber ist der Turm schiefergedeckt. In diesem Teil befinden sich übereinander liegende Biforien als Klangarkaden und die Turmuhr. Darauf sitzt ein achtseitiger spitzer Helm. Östlich des mit einem schiefergedeckten Satteldach versehenen Langhauses befindet sich der eingezogene Chor mit geradem Abschluss. Der Innenraum hat teilweise einen offenen Dachstuhl. Die Kirchenausstattung, wie der holzgeschnitzte Altar, ist aus der Bauzeit. Die Bleiglasfenster sind im Original erhalten.
Die Orgel mit 18 klingenden Stimmen schuf 1889 der Orgelbauer Adam Eifert aus Stadtilm.